# Peter G. Fuchß
Peter Georg Fuchß (* 21. Dezember 1946 in Bad Kreuznach) ist ein deutscher Agrarwissenschaftler der Agrarökonomie und Autor zu Themen der Weinwirtschaft, er war Direktor der Staatlichen Lehr- und Versuchsanstalt mit Weinbaudomäne in Oppenheim und Abteilungsleiter Weinbau im Wirtschafts- und Weinbauministerium in Mainz.

## Leben und Wirken
Aufgewachsen ist Fuchß in einem Weingut in Bad Kreuznach, wo sein Vater Heinrich Fuchß u. a. als Verwalter tätig war. Nach seinem Abitur am Gymnasium an der Stadtmauer in Bad Kreuznach studierte Fuchß Agrarökonomie an der Universität Hohenheim und wurde beim Corps Germania Hohenheim aktiv. Nach seinem erfolgreichen Abschluss als Agrarökonom übernahm er einen weinbaulichen Forschungsauftrag an der Hochschule Geisenheim und promovierte 1977 an der Universität Kiel bei Claus-Henning Hanf zum Dr. sc. agr. mit seiner Dissertation Maschinenkosten in der Kellerwirtschaft.
Anschließend übernahm Fuchß die Leitung des Weinbauamts der Landwirtschaftskammer in Neustadt an der Weinstraße. 1985 wurde er ins Ministerium für Landwirtschaft, Weinbau und Forsten in Mainz versetzt und leitete das Referat Weinwirtschaftspolitik und Kellerwirtschaft. Er war maßgeblich an der Einführung der qualitätsorientierten Mengenregulierung im rheinland-pfälzischen Weinbau beteiligt. Im Jahr 1989 wechselte Fuchß nach Oppenheim um die Leitung der Staatlichen Lehr- und Versuchsanstalt mit Weinbaudomäne zu übernehmen. Im Jahr 2000 wurde Fuchß mit der Leitung der Weinbauabteilung im rheinland-pfälzischen Ministerium für Wirtschaft, Verkehr, Landwirtschaft und Weinbau beauftragt. Im Dezember 2011 wurde er als Ministerialdirigent pensioniert. 
Fuchß verfasste zahlreiche Beiträge zur Weinbaupolitik, Weingeschichte und zum Kulturgut Wein in Aufsätzen und Büchern.

## Mitgliedschaften und Ehrungen
- Corps Germania Hohenheim, Ehrenbursche
- FDP
- Wissenschaftlicher Beirat der Gesellschaft für Geschichte des Weines
- Weinbruderschaft der Pfalz
- Weinorden der Nahe

## Publikationen (Auswahl)
- Maschinenkosten in der Kellerwirtschaft, Dissertation 1977
- Rheinpfalz, zusammen mit Müller, Klausjürgen, 1981 und 1982
- 100 Jahre Staatliche Lehr- und Versuchsanstalt Oppenheim: 1895–1995; Festschrift 1995
- Geschichte der Niersteiner Glöck: eine berühmte Weinlage am Rhein 2011
- Linien der Weinwirtschaftspolitik: nach einem Vortrag im Rahmen der Ringvorlesung Weinwissenschaft an der Johannes-Gutenberg-Universität Mainz am 5. Juli 2011
- Geschichte der Domäne Mainz und der Staatsweingüter im südlichen Rheinland-Pfalz, zusammen mit Bamberger, Udo; Kissinger, Hans-Günther; Adams, Karl; Hoos, Günter. 2016
- Rudi vom Endt: (1892–1966); Maler, Karikaturist, Poet, künstlerischer Gestalter von Weinwerbung und Weinbaulehrschauen 2017
- Weinbau an der Nahe – vom Probierstübchen der deutschen Weinlande zum selbstbewussten Anbaugebiet Oktober 2018
- Freundesbande; eine Sammlung von Erzählungen, in denen es um Freundschaft und manches Glas Wein geht Juni 2019
- Aus meinem Weinleben; Begegnungen-Erlebnisse-Ansichten-Einsichten, Kreuznacher Hefte zur Weinhistorie, Band 3, Juli 2023